# Shavvāz
Shavvāz (persiska: شوّاز, شَواز, شاه عِوَز, شُواز, شاه آوَز) är en ort i Iran.   Den ligger i provinsen Yazd, i den centrala delen av landet, 500 km söder om huvudstaden Teheran. Shavvāz ligger 2 217 meter över havet och antalet invånare är 157.
Terrängen runt Shavvāz är lite bergig.Runt Shavvāz är det glesbefolkat, med 11 invånare per kvadratkilometer. Det finns inga andra samhällen i närheten. Trakten runt Shavvāz är ofruktbar med lite eller ingen växtlighet.